# Lac Mistinibi
Lac Mistinibi är en sjö i Kanada.   Den ligger i regionen Nord-du-Québec i provinsen Québec, i den östra delen av landet, 1 400 km nordost om huvudstaden Ottawa. Lac Mistinibi ligger 419 meter över havet. Arean är 156 kvadratkilometer. 
Trakten runt Lac Mistinibi består i huvudsak av gräsmarker. Trakten runt Lac Mistinibi är nära nog obefolkad, med mindre än två invånare per kvadratkilometer.